# آرتسواشن
آرتسواشن (بالإنجليزية: Artsvashen)‏ هي municipality of Armenia تقع في أرمينيا في محافظة غغاركونيك.